# The "Chirping" Crickets
The "Chirping" Crickets es el primer álbum de estudio de la banda estadounidense de rock and roll The Crickets, y más principalmente de Buddy Holly, fue publicado en el 27 de noviembre de 1957 por la discográfica Brunswick Records. En 2003, la revista Rolling Stone lo puso en el puesto n.º 421 en la lista de los 500 mejores álbumes de todos los tiempos según Rolling Stone. En este álbum se encuentra el primer sencillo número uno "That'll Be the Day" y "Oh, Boy!" que entró en el puesto diez. El álbum también tiene otros clásicos de The Crickets incluyendo "Not Fade Away", "Maybe Baby" y "I'm Looking for Someone to Love". 
A pesar del título, The Crickets no cantan en el álbum, los coros fueron insertados más tarde por Norman Petty, de las grabaciones originales por Buddy Holly y la banda.

## Grabación
Las canciones de The "Chirping" Crickets, fueron grabadas en el periodo que comprende desde el 24 de febrero de 1956 hasta el 10 de septiembre de 1958. Buddy Holly junto a The Crickets grabaron las canciones de este álbum, y de hecho serían las canciones más famosas de ambos. Todas fueron grabadas en el estudio de Clovis, en Nuevo México. Pero más tarde, Norman Petty, el productor, insertó coros hechos por el grupo The Picks.

### Las sesiones en el estudio de Norman Petty
Desde el 24 de febrero de 1956 hasta el 10 de septiembre de 1958 se grabaron muchas canciones, para este álbum, algunas se editarían en álbumes posteriores. De febrero a abril de 1956 se grabaron las canciones "Baby Won’t You Come Out Tonight", "I Guess I Was Just A Fool", "It’s Not My Fault", "I'm Gonna Set My Foot Down", "Changin' All Those Changes", "Rock-A-Bye Rock" y "Because I Love You".
Pero de diciembre a febrero solo se grabó "Brown Eyed Handsome Man" y "Bo Diddley". Por esos tiempos, del 24 a 25 de febrero del año 1957, se grabó el primer y único sencillo número uno, "That'll Be The Day" junto a su lado B "I'm Looking for Someone to Love", ambas canciones de este álbum.
El 25 de mayo de 1957 se grabaron dos canciones destacables, "Not Fade Away" (segunda canción de este álbum) y "Everyday".
De mayo a julio de 1957 fue grabada "Tell Me How". Unos meses más tarde, del 29 de junio al 1 de julio del citado año se grabaron más canciones, de las cuales entre ellas se destacaron "Peggy Sue", "Listen To Me" y la canción apertura del álbum, "Oh, Boy!". De esta sesión, en el estudio de Norman Petty, se usaron casi todas las canciones para el álbum.

### Las grabaciones en la Tinker Air Force Base
En 1957, mientras The Crickets estaban en el "The Biggest Show of Stars of 1957", dando conciertos en "teatros negros", en ese mismo momento Norman Petty reservó el Tinker Air Force Base, una base de la fuerza aérea estadounidense, en Oklahoma City. The Crickets volvieron del viaje, mientras tanto Petty había tomado las cintas de las sesiones en Clovis, Nuevo México y junto el grupo The Picks, añadieron sus voces de coro en las canciones. Buddy Holly y The Crickets realizaron proyectos para ir de Tulsa a Oklahoma, ciudad donde Petty iba a pasar la noche. En las tempranas horas de la mañana del 29 de septiembre, en la esquina del cuarto principal, The Crickets grabaron: "Maybe Baby", "An Empty Cup (And a Broken Date)", "Rock Me My Baby" y "You've Got Love", todas estas canciones más tarde aparecieron en su primer álbum de estudio, The "Chirping" Crickets.

## Portada del álbum
En la portada de The "Chirping" Crickets, los miembros de la banda se encuentran parados, vistos del torso para arriba, se encuentran ubicados (de izquierda a derecha): Niki Sullivan, Jerry Alison, Buddy Holly y Joe Mauldin. Sullivan y Alison se encuentran sosteniendo la guitarra eléctrica de Sullivan la Gibson ES-335, mientras que Holly y Mauldin se encuentran sosteniendo la clásica Fender Stratocaster de Holly.
Los cuatro integrantes ocupan todo el ancho de la portada, solo queda un poco de espacio arriba, de color celeste como si fuera el cielo, en ese espacio esta el nombre del álbum, en letras blancas y amarillas. En la esquina de arriba a la izquierda se encuentra el nombre de la discográfica junto al catálogo del álbum.

## Lista de canciones
| Lado A |                                                        |                                       |          |  |
| N.º    | Título                                                 | Vocalista principal                   | Duración |  |
| 1.     | «Oh, Boy!» (Norman Petty, Bill Tilghman y Sonny West)  | Holly con The Picks en coros          | 2:07     |  |
| 2.     | «Not Fade Away» (Holly y Petty)                        | Holly con Sullivan y Allison en coros | 2:21     |  |
| 3.     | «You've Got Love» (Roy Orbison, Johnny Wilson y Petty) | Holly con The Picks en coros          | 2:05     |  |
| 4.     | «Maybe Baby» (Holly y Petty)                           | Holly con The Picks en coros          | 2:01     |  |
| 5.     | «It's Too Late» (Chuck Willis)                         | Holly con The Picks en coros          | 2:22     |  |
| 6.     | «Tell Me How» (Jerry Allison, Holly y Petty)           | Holly con The Picks en coros          | 1:58     |  |

| Lado B |                                                      |                                                    |          |  |
| N.º    | Título                                               | Vocalista principal                                | Duración |  |
| 1.     | «That'll Be the Day» (Allison, Holly y Petty)        | Holly con Sullivan, Ramona y Gary Tollett en coros | 2:14     |  |
| 2.     | «I'm Looking for Someone to Love» (Holly y Petty)    | Holly con Sullivan, Ramona y Gary Tollett en coros | 1:56     |  |
| 3.     | «An Empty Cup (And a Broken Date)» (Orbison y Petty) | Holly con The Picks en coros                       | 2:11     |  |
| 4.     | «Send Me Some Lovin'» (John Marascalco, Llyod Price) | Holly con The Picks en coros                       | 2:33     |  |
| 5.     | «Last Night» (Mauldin y Petty)                       | Holly con The Picks en coros                       | 1:53     |  |
| 6.     | «Rock Me My Baby» (Susan Heather y Shorty Long)      | Holly con The Picks en coros                       | 1:47     |  |

## Créditos
- Buddy Holly - Voz principal y guitarra solista, coros en "Not Fade Away"

The Crickets
- Jerry Allison - Batería, percusión y coros en "Not Fade Away"
- Joe Mauldin - Contrabajo (excepto en "That'll Be the Day" y "I'm Looking for Someone to Love")
- Niki Sullivan - Guitarra rítmica (excepto en "It's Too Late" y "I'm Looking for Someone to Love") y coros en "Not Fade Away", "That'll be The Day" y "I'm Looking for Someone to Love"

Otros
- The Picks (Bill Pickering, John Pickering y Bob Lapham) - Coros (insertados después de la grabación por Norman Petty) (excepto en "Not Fade Away", "That'll be The Day" y "I'm Looking for Someone to Love")
- Ramona y Gary Tollett - Coros en "That'll be The Day" y "I'm Looking for Someone to Love"
- Larry Welborn - Bajo en "That'll be The Day" y "I'm Looking for Someone to Love"

## Reconocimientos
En el año 2003 la revista Rolling Stone en su lista de los 500 mejores álbumes de todos los tiempos puso a The "Chirping" Crickets en la posición n.º 421. Además, en la lista de las 500 mejores canciones de todos los tiempos de la misma revista, aparecen dos canciones del álbum, "That'll Be the Day" y "Not Fade Away", en el puesto n.º 39 y n.º 207 respectivamente.